# Броуд-Пик
Бро́уд-Пик (англ. Broad Peak — «Широкий пик»; урду بروڈ پیک; кит. 布洛阿特峰, пиньинь Bùluòātè Fēng) — горная вершина в Каракоруме.
Высота над уровнем моря 8051 м — двенадцатый по высоте восьмитысячник мира.

## География
Гора Броуд-пик находится в Кашмире, в контролируемом Пакистаном Гилгит-Балтистане на границе с Китаем (Синьцзян-Уйгурский автономный район).
Вершина расположена на юго-востоке Каракорума, в 8 км от горы Чогори.
Относится к горному хребту Балторо Музтаг.
Входит в многовершинный горный массив Гашербрум.
Состоит из 2 вершин, высотой превышающих 8 км:
| № | Вершина               | Высота, м |
| - | --------------------- | --------- |
| 1 | Броуд-пик Главный     | 8051      |
| 2 | Броуд-пик Предвершина | 8028      |

Броуд-пик Главный — третья по высоте вершина Каракорума и двенадцатый по высоте восьмитысячник мира.
В зачёт альпинистской программы «Все 14 восьмитысячников мира» идёт Броуд-пик Главный.

## История восхождений
1957 — 9 июня первое восхождение австрийской экспедицией в составе Фрица Винтерштеллера, Маркуса Шмука, Курта Димбергера и Германа Буля в альпийском стиле.

## События
- 1954 год. Первая попытка восхождения под руководством Карла Херлигкоффера (Западная Германия). Изначальная цель его экспедиции был Хидден Пик, но он не смог убедить портеров перенести грузы за Конкордию над ледником Балторо. Из-за этого команда, перенесла грузы и сделала попытку восхождения с юго-запада через нижний ледник Броуд Пика. Их попытка не увенчалась успехом из-за штормовой погоды и низкой температуры.
- 1957 год. Первое восхождение[2]
- 1988 год. Первая попытка зимнего восхождения. Польский альпинист Мацей Бербека 6 марта 1988 года поднялся на Рокки Саммит (предвершину) Броуд-Пика, высотой 8035 м[3].
- 2005 год. Первопроход по юго-западной стене в альпийском стиле, категория 6Б Денис Урубко и Сергей Самойлов[4]
- 2013 год. Первое зимнее восхождение. Польские альпинисты Мацей Бербека, Адам Белецкий, Томаш Ковальский и Артур Малек 5 марта 2013 года совершили первое восхождение на Броуд-Пик в зимний период. При спуске пропали без вести и 8 марта были признаны погибшими 58-летний Бербека и 27-летний Ковальский[5].
- 16 июля 2013 года Иранская экспедиция в составе: Айдин Бозорги (Aidin Bozorgi), Пойя Кейван (Pouya Keivan) и Моджтаба Джарахи (Mojtaba Jarahi) создала новый маршрут на Юго-Западном склоне горы. Маршрут был назван Иранским (Iranian route). На спуске с вершины Броуд Пик иранские альпинисты погибли[6].
- 25 июля 2015 года польский альпинист Анджей Баргель впервые в истории спустился на горных лыжах с вершины Броуд Пик[7].